# فني مختبر العلوم المدرسي
فنيّ العلوم في المدارس هو الشخص الذي يعدّ اللوازم والمعدات العملية ويحضّر المحاليل المستخدمة في المختبرات العلمية المدرسية. يشمل دور هؤلاء الفنيين التوجيهات، ومساعدة المعلمين في المهارات العملية بما فيه القيام بتنفيذ التقنيات المتقدمة في جميع التخصصات. يوجد الكثير من المؤهلات العلمية التي تحتاج إلى درجات مثل البكالوريوس (BA,BS.c)، الماستر (MS.c) أو حتى الدكتوراة (Dr) أو مؤهلات محترفة أخرى مثل HNC , HND , NVQ.
في ديسمبر عام 2002 أجرت CLEAPSS استقصاءً حول الأدوار الوظيفية المحددة لفنيّ العلوم. مستند pdf الفنيّن وأعمالهم- G228 والذي يمكن تحميله مجانا صدر وحدث عام 2009، وكتب دليل للمساعدة في تعزيز الفنيّ المحترف في المدارس والجامعات.
أما واجباتهم الرئيسية فتشمل:
- رعاية الكائنات الحية
- إيجاد الحلول
- تجارب العلوم المدرسية
- الجرد
- الميزانية والحسابات
- تصليح وبناء معدات المختبرات